# Hypenodes caducus
Hypenodes caducus là một loài bướm đêm trong họ Erebidae.